# Jan Wiktor Sienkiewicz
Jan Wiktor Sienkiewicz (ur. 21 lipca 1960 w Przerośli) – polski historyk sztuki, profesor zwyczajny doktor habilitowany nauk humanistycznych. Klasyfikacje KBN: nauki historyczne, architektura i urbanistyka, nauki o sztukach pięknych. Specjalności: historia sztuki, polska sztuka emigracyjna w XX w. Kierownik jedynego na świecie w strukturach uniwersyteckich Zakładu Historii Sztuki i Kultury Polskiej na Emigracji Uniwersytetu Mikołaja Kopernika w Toruniu (UMK). Profesor Polskiego Uniwersytetu na Obczyźnie w Londynie (PUNO).

## Życiorys
W latach 1981–1987 studiował prawo i historię sztuki w Katolickim Uniwersytecie Lubelskim (KUL). W 1987 uzyskał na tej uczelni stopień magistra historii sztuki. Na tej samej uczelni w 1992 r. obronił pracę doktorską: Marian Bohusz-Szyszko 1901–1995, życie i twórczość, a następnie w 1998 uzyskał stopień doktora habilitowanego na podstawie rozprawy Attilio Alfieri a malarstwo włoskie XX wieku.
W okresie 1987–1994 był kolejno asystentem w Katedrze Historii Sztuki Kościelnej KUL, Muzeum Uniwersyteckim KUL oraz w Katedrze Historii Sztuki Średniowiecznej Polskiej tej uczelni. W latach 1989–1993 był rzecznikiem prasowym KUL, a w latach 1994–1997 sekretarzem Sekcji Historii Sztuki na tej uczelni. Od 1988 do 1989 pełnił funkcję kustosza Muzeum Uniwersyteckiego KUL. W 1996 został mianowany adiunktem w Katedrze Historii Sztuki Nowoczesnej KUL. W 2000 objął stanowisko kierownika Katedry Kultury Artystycznej w Instytucie Historii Sztuki KUL, którą to funkcję sprawował do września 2007.
W latach 2000–2006 był kuratorem Agencji Fotograficznej Terra oraz Akademickiego Studium Filmowego KUL. Od maja 2003 do września 2007 był profesorem nadzwyczajnym KUL w tym samym instytucie, od maja 2000 do września 2007 był też członkiem Rady Wydziału Nauk Humanistycznych KUL.
Równocześnie jest też od 2000 r. profesorem Polskiego Uniwersytetu na Obczyźnie w Londynie. Od października 2006 do października 2007 zajmował stanowisko profesora nadzwyczajnego w Katedrze Antropologii Kulturowej Sekcji Teologii Kultury na Wydziale Teologicznym UKSW. Od 1 października 2007 do 30 września 2009 był kierownikiem Katedry Dialogu Kultury Artystycznej i Teologii w Instytucie Wiedzy o Kulturze UKSW i członkiem Rady Wydziału Teologicznego UKSW. W latach 2007–2009 był kierownikiem Zakładu Historii Kultury i Sztuki ALMAMER Wyższej Szkoły Ekonomicznej. Członek Senatu Akademickiego ALMAMER 2007–2010. Od roku akademickiego 2009/2010 zatrudniony na stanowisku profesora nadzwyczajnego w Katedrze Historii Sztuki i Kultury na Wydziale Nauk Historycznych Uniwersytetu Mikołaja Kopernika. Członek Rady Wydziału Nauk Historycznych UMK. Od stycznia 2010 kierownik Zakładu Historii Sztuki i Kultury Polskiej na Emigracji w Katedrze Historii Sztuki i Kultury UMK. 14 sierpnia 2014 otrzymał tytuł naukowy profesora nauk humanistycznych. Od 1 października 2016 r. zatrudniony na stanowisku profesora zwyczajnego na tym uniwersytecie.

## Twórczość naukowa
Prace badawcze i publikacyjne Jana Wiktora Sienkiewicza dotyczą:
- zagadnień związanych z kulturą artystyczną w obrębie XX-wiecznej polskiej i europejskiej sztuki nowoczesnej; zwłaszcza polskiej sztuki i polskiego życia artystycznego na emigracji po 1939 roku, w tym szczególnie:
  - twórczości artystów generała Władysława Andersa z Armii Polskiej na Wschodzie i 2 Korpusu, za lata 1942–1949;
  - twórczości plastycznej artystów tak zwanego Polskiego Londynu 1945–1989 (Szkoła Malarstwa Sztalugowego i Grafiki Użytkowej Mariana Bohusza-Szyszki, Wydział Sztuk Pięknych PUNO, Zrzeszenie Polskich Artystów Plastyków w Wielkiej Brytanii APA) i innych polskich związków, szkół, stowarzyszeń i grup artystycznych w Anglii po drugiej wojnie światowej;
  - dziejów polskich i obcych galerii sztuki współczesnej na emigracji a szczególnie w Wielkiej Brytanii (Drian Galleries, Grabowski Gallery, Centaur Gallery);
  - twórczości polskich artystów na Bliskim Wschodzie, Egipcie i we Włoszech (1942–1947);
- sztuki włoskiej XX wieku – szczególnie środowiska artystycznego Mediolanu (w tym Triennale di Milano i Attilio Alfieri) oraz Rzymu (Accademia di Belle Arti);
- twórczości artystów polskiego pochodzenia na Litwie, Białorusi i Ukrainie, szczególnie Roberta Bluja;
- badań związków sztuki i turystyki (szczególnie na Mazowszu);
- związków sztuk plastycznych z muzyką i literaturą.

Jest autorem, współautorem i współredaktorem 38 książek (w tym: autorskie monografie, opracowania pod redakcją i serie wydawnicze) oraz ponad 200 publikacji naukowych i popularnonaukowych

### Książki
- Zbiory im. Olgi i Tadeusza Litawińskich w Muzeum Katolickiego Uniwersytetu Lubelskiego, Lublin 1991, ISBN 83-228-0238-2.
- Marian Bohusz-Szyszko 1901–1995, życie i twórczość, Lublin 1995, ISBN 83-228-0513-6.
- Attilio Alfieri a malarstwo włoskie XX wieku, Lublin 1997, ISBN 83-228-0590-X.
- Polskie galerie sztuki w Londynie w drugiej połowie XX wieku, Lublin-Londyn 2003, ISBN 83-227-2071-8.
- Hospicja Nadziei-Hospices of Hope (współred.), Warszawa-Londyn 2004 ISBN 83-89600-01-3.
- Wojciech Falkowski. Malarstwo. Painting, Lublin 2005 (tekst w j. polskim i angielskim), ISBN 83-227-2379 (błędny ISBN)
- Turystyka jako dialog kultur (współred.) Warszawa 2005, ISBN 83-60197-08-3.
- Bariery kulturowe w turystyce (współred.), Warszawa 2007, ISBN 978-83-60197-41-7.
- Halima Nałęcz, Toruń-Londyn 2007 (wydanie polskojęzyczne), ISBN 978-83-89376-57-2.
- Halima Nałęcz, Toruń-Londyn 2007 (wydanie angielskojęzyczne), ISBN 978-83-89376-56-5.
- Dziedzictwo przemysłowe Mazowsza i jego rola w turystyce (współred.), Warszawa 2008, ISBN 978-83-60197-75-2.
- Człowiek w podróży (współred.), Warszawa 2009, ISBN 978-83-60197-82-0.
- Węgrów i Ziemia Liwska. Perły kultury i atrakcyjność turystyczna (współred.), Warszawa 2009, ISBN 978-83-60197-92-9.
- Ryszard Demel. W drodze do tajemnicy światła, Toruń 2010 (tekst w j. polskim i angielskim), ISBN 978-83-231-2498-6.
- Labor Omnia Vincit. Studia z zakresu muzealnictwa, turystyki, sztuki i ochrony zabytków (współred.), Warszawa 2010, ISBN 978-83-60197-96-7.
- Słowa, obrazy, dźwięki w wychowaniu (współred.), Warszawa 2011, ISBN 978-83-7436-167-5.
- Baśń w terapii i wychowaniu (współred.), Warszawa 2012, ISBN 978-83-7436-307-5.
- Aksjologia podróży (współred.), Warszawa 2012, ISBN 978-83-62644-14-8.
- „Bluj. Przestrzeń i figura”, Wilno 2012, ISBN 978-609-95181-7-6.
- Sztuka w poczekalni. Studia z dziejów plastyki polskiej na emigracji 1939–1989, Toruń 2012, ISBN 978-83-231-2942-4.
- „Artyści Andersa. Continuità e novità”, Warszawa-Toruń 2013, ISBN 978-83-89376-97-8.
- Inspiracje folklorem w kulturze i edukacji. W dwusetną rocznicę urodzin Oskara Kolberga (współred.), Warszawa 2014, ISBN 978-83-936462-2-7.
- „Artyści Andersa. Continuità e novità”, wydanie drugie, Warszawa 2014, ISBN 978-83-64206-12-2.
- „Art of the United Kingdom of Great Britain and Northern Ireland & the Republic of Ireland in 20th-21st Centuries and Polish-British & Irish Art Relation” (współred.), Toruń 2016 ISBN 978-83-231-3438-1.
- Studia i monografie. Studies and monographs, pod red. Małgorzaty Biernackiej, Waldemara Delugi, Jerzego Malinowskiego, Jana Wiktora Sienkiewicza i Joanny Stacewicz-Podlipskiej, t. 3: Katarzyna Zapolska, Chińskie taniny haftowane od XVIII do XX wieku w zbiorach Muzeum Narodowego w Warszawie / Embroidered Chinese Textiles from 18th to the 20th in the collection of the National Museum in Warsaw, Polski Instytut Studiów nad Sztuką Świata & Wydawnictwo Tako, Warszawa-Toruń 2014 ISBN 978-83-62737-38-3.
- Studia i monografie. Studies and monographs, pod red. Małgorzaty Biernackiej, Waldemara Delugi, Jerzego Malinowskiego, Jana Wiktora Sienkiewicza i Joanny Stacewicz-Podlipskiej, t. 4: Wioletta Brzezińska-Marjanowska, Klasycystyczne założenia pałacowo-ogrodowe na Wołyniu 1780-1831 / Classical palace-garden layouts of Volhynia in 1780–1831, Polski Instytut Studiów nad Sztuką Świata & Wydawnictwo Tako, Warszawa-Toruń 2014 ISBN 978-83-62737-41-3.
- Studia i monografie. Studies and monographs, pod red. Małgorzaty Biernackiej, Waldemara Delugi, Jerzego Malinowskiego, Jana Wiktora Sienkiewicza i Joanny Stacewicz-Podlipskiej, t. 5: Małgorzata Ksenia Krzyżanowska, Twórczość grupy Dziewięciu Grafików (1947–1960) / The creative output of the Nine Graphic Artists’Group (1947–1960), Polski Instytut Studiów nad Sztuką Świata & Wydawnictwo Tako, Warszawa-Toruń 2014 ISBN 978-83-62737-37-6.
- Studia i monografie. Studies and monographs, pod red. Małgorzaty Biernackiej, Waldemara Delugi, Jerzego Malinowskiego, Jana Wiktora Sienkiewicza i Joanny Stacewicz-Podlipskiej, t. 6: Maria Nitka, Twórczość malarzy polskich w papieskim Rzymie / The output of Polish artists in papal Rome, Polski Instytut Studiów nad Sztuką Świata & Wydawnictwo Tako, Warszawa-Toruń 2014 ISBN 978-83-62737-40-6.
- Studia i monografie. Studies and monographs, pod red. Małgorzaty Biernackiej, Waldemara Delugi, Jerzego Malinowskiego, Jana Wiktora Sienkiewicza i Joanny Stacewicz-Podlipskiej, t. 7: Magdalena Maciudzińska-Kamczycka, Żydzi i judaizm w zwierciadle sztuki antycznej / Jews and Judaism in the Mirror of Ancient Art, Polski Instytut Studiów nad Sztuką Świata & Wydawnictwo Tako, Warszawa-Toruń 2014 ISBN 978836273765-9.
- Studia i monografie. Studies and monographs, pod red. Małgorzaty Biernackiej, Waldemara Delugi, Jerzego Malinowskiego, Jana Wiktora Sienkiewicza i Joanny Stacewicz-Podlipskiej, t. 8: Joanna Rydzkowska-Kozak, Ormiańskie malarstwo miniaturowe w Rzeczypospolitej Obojga Narodów / Armenian Miniature Paintings in the Polish-Lithuanian Commonwealth, Polski Instytut Studiów nad Sztuką Świata & Wydawnictwo Tako, Warszawa-Toruń 2014 ISBN 978-83-62737-63-5.
- Miasto snów. Robert Bluj. Malarstwo, Wilno 2015 ISBN 978-83-64206-21-4.
- Studia i monografie. Studies and monographs, pod red. Małgorzaty Biernackiej, Waldemara Delugi, Jerzego Malinowskiego, Jana Wiktora Sienkiewicza i Joanny Stacewicz-Podlipskiej, t. 9: Bogna Łakomska, Kolekcjonerstwo w Chinach do XII wieku n.e. / Collecting in China until XII century AD, Polski Instytut Studiów nad Sztuką Świata & Wydawnictwo Tako, Warszawa-Toruń 2015 ISBN 978-83-62737-71-0.
- „Pamiętnik Sztuk Pięknych”: Sztuka polska 1945–1970/Polish Art. 1945–1979, pod red. J.W. Sienkiewicza i E. Toniak, Toruń 2015 ISSN 1730-0215.
- Artyści Andersa. Continuità e novità, wyd. III, Warszawa 2016, s. 533, il. 248, ISBN 978-83-65480-09-5.
- (Nie)chciana tożsamość, pod red. Katarzyna Lewandowska, Magdalena Maciudzińska-Kamczycka, Cezary Lisowski, Jan Wiktor Sienkiewicz, Lublin 2017, ISBN 978-83-231-3789-4.
- Artyści Andersa. Uratowani z „nieludzkiej ziemi”, Warszawa 2017, ISBN 978-83-63139-49-0.
- Stanisław Frenkiel (1918-2001). Katalog prac ze zbiorów Muzeum Uniwersyteckiego w Torunu, red. nauk. E. Bobrowska, Toruń 2017, ISBN 978-83-231-3904-1.

## Członkostwo w stowarzyszeniach i redakcjach
- Członek International Association of Art Critics (AICA)
- Członek Stowarzyszenia Historyków Sztuki
- Członek Towarzystwa Naukowego Katolickiego Uniwersytetu Lubelskiego
- Członek Polskiego Towarzystwa Kulturoznawczego[6]
- Członek Stowarzyszenia czeskich historyków sztuki, architektów i urbanistów Za Starou Prahu
- Członek Europejskiego Centrum Polonijnego w Vaudricourt
- Członek Redakcji i Naukowej Rady Redakcyjnej półrocznika „Archiwum Emigracji. Studia-Szkice-Dokumenty”[7], od 2005
- Członek kolegium redakcyjnego Roczników Humanistycznych KUL (Lublin), do 2006
- Członek założyciel powołanego do życia w 2007 roku Towarzystwa Przyjaciół Archiwum Emigracji przy Bibliotece Uniwersytetu Mikołaja Kopernika w Toruniu
- Członek Naukowej Rady Redakcyjnej czasopisma „Turystyka Kulturowa”, od 2009[8]
- Członek komitetu naukowego kwartalnika naukowo-dydaktycznego „Wędrujemy”, od 2010
- Członek honorowy Associazione Italo-Polacca, Padwa, od 2010[9]
- Członek Związku Pisarzy Polskich Na Obczyźnie, od 2010[10]
- Członek Associazione Italo-Polacca – Padwa, od 2011 (członkostwo honorowe)
- Członek kolegium redakcyjnego rocznika naukowego „Sztuka i Kultura”[11], od 2012
- Członek Zarządu Polskiego Instytutu Studiów nad Sztuką Świata[12], od 2012
- Członek redakcji „Studia i monografie”, wyd. Instytut Studiów nad Sztuką Świata[13], od 2013
- Członek Rady Programowej półrocznika IPN „Pamięci i Sprawiedliwości”[14], od 2017
- Członek Rady Krajowej Stowarzyszenia „Wspólnota Polska”[15] na lata 2016–2020

- Współtwórca i redaktor Przeglądu Uniwersyteckiego KUL, 1990
- Sekretarz Wydziału Historyczno-Filologicznego Towarzystwa Naukowego KUL, w latach 1998–2001
- Zagraniczny korespondent (z Pragi czeskiej) czasopisma Art & Business, w latach 2001–2003
- Przewodniczący Wydziału Historyczno-Filologicznego TN KUL, w latach 2005–2006

### Odznaczenia
- 2023: Krzyż Kawalerski Orderu Odrodzenia Polski[16].
- 2008: Srebrny Medal za Długoletnią Służbę
- 2022: Srebrny Medal „Zasłużony Kulturze Gloria Artis”[17]
- 2014: Brązowy Medal „Zasłużony Kulturze Gloria Artis”[18]